# أولاد بنرحمون (واحة سيدي ابراهيم)
أولاد بنرحمون هو دُوَّار يقع بجماعة واحة سيدي أبراهيم، عمالة مراكش، جهة مراكش آسفي في المملكة المغربية. ينتمي الدوّار لمشيخة واحة سيدي ابراهيم التي تضم 7 دواوير. يقدر عدد سكانه بـ 2167 نسمة حسب الإحصاء الرسمي للسكان والسكنى لسنة 2004.

## روابط خارجية
- البوابة الوطنية للجماعات الترابية
- المندوبية السامية للتخطيط